# Bonhams
«Бонхамс» (англ. Bonhams) (NYSE: BID) — частный британский аукционый дом; один из старейших и крупнейших в мире аукционных домов, специализирующихся на изобразительном искусстве и антиквариате. Основан слиянием в ноябре 2001 года компаний Бонхамс & Брукс и Phillips Son & Neale. Это объединило два из четырех оставшихся действующих аукционных домов георгианской эпохи в Лондоне, основанных в 1793 году, а также аукционного дома Филлипса в 1796 году Гарри Филлипса, бывшего старшего клерка Джеймса Кристи. Сегодня объединенный бизнес занимается торговлей искусством, антиквариатом и легковыми автомобилями. Он управляет двумя салонами в Лондоне, бывшим отделом продаж Филлипса по адресу Нью-Бонд-стрит, 101, и выставочным залом Бонхамс в галереях Монтпилиер на Монтпилиер-стрит, Найтсбридже, с меньшими региональными представительствами в Эдинбурге и Оксфорде. Торги также проводятся по всему миру в Нью-Йорке, Гонконге, Лос-Анджелесе, Париже, Сан-Франциско, Сиднее и Сингапуре.

## История
Дом Бонхамс создан в 1793 году, когда Томас Додд, старинный дилер печати, стал партнёром с книжным специалистом Вальтером Бонхамсом. Компания расширилась и к 1850-м годам стала продавать все категории антиквариата, включая ювелирные изделия, фарфор, мебель, оружие и доспехи, а также вино. Вернувшись с войны, в начале 1950-х годов Леонард Бонхамс купил землю в Найтсбридже и основал салон на Монтпилиер-стрит. Первые торги состоялась в июне 1956 года. В 2000 году Бонхамс стал Бонхамс & Брукс, когда он был приобретен аукционным домом Брукс.
Дом Брукс основан в 1989 году бывшим главой продаж автомобилей в аукционном доме Кристис, Робертом Бруксом, который специализировался на продаже классических и старинных автомобилей. Брукс продолжил крупную программу открытых торгов, направленную на создание нового международного аукционного дома изобразительного искусства. Аукционный дом продали британскому фонду прямых инвестиций Epiris в сентябре 2018 года

## Галерея

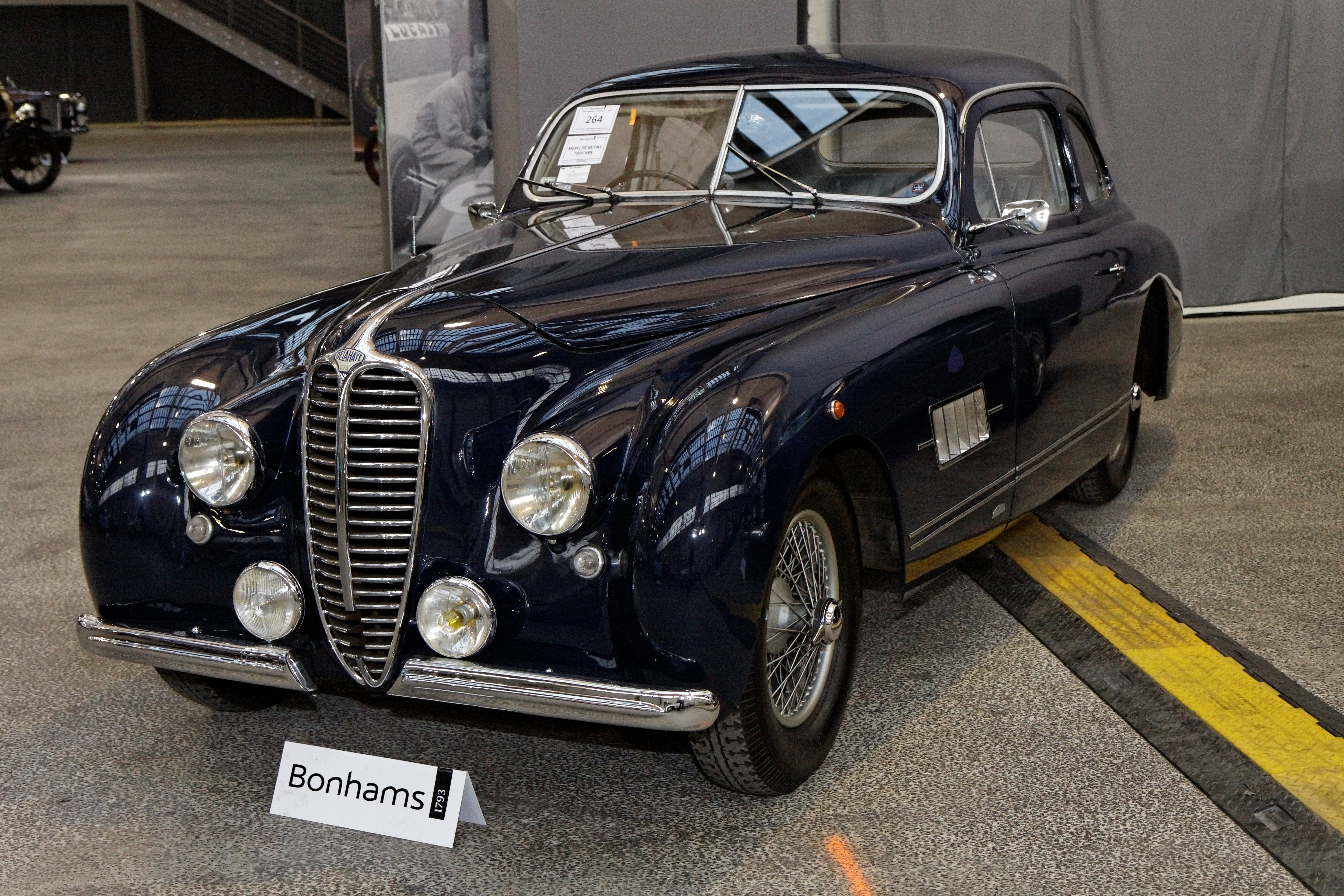
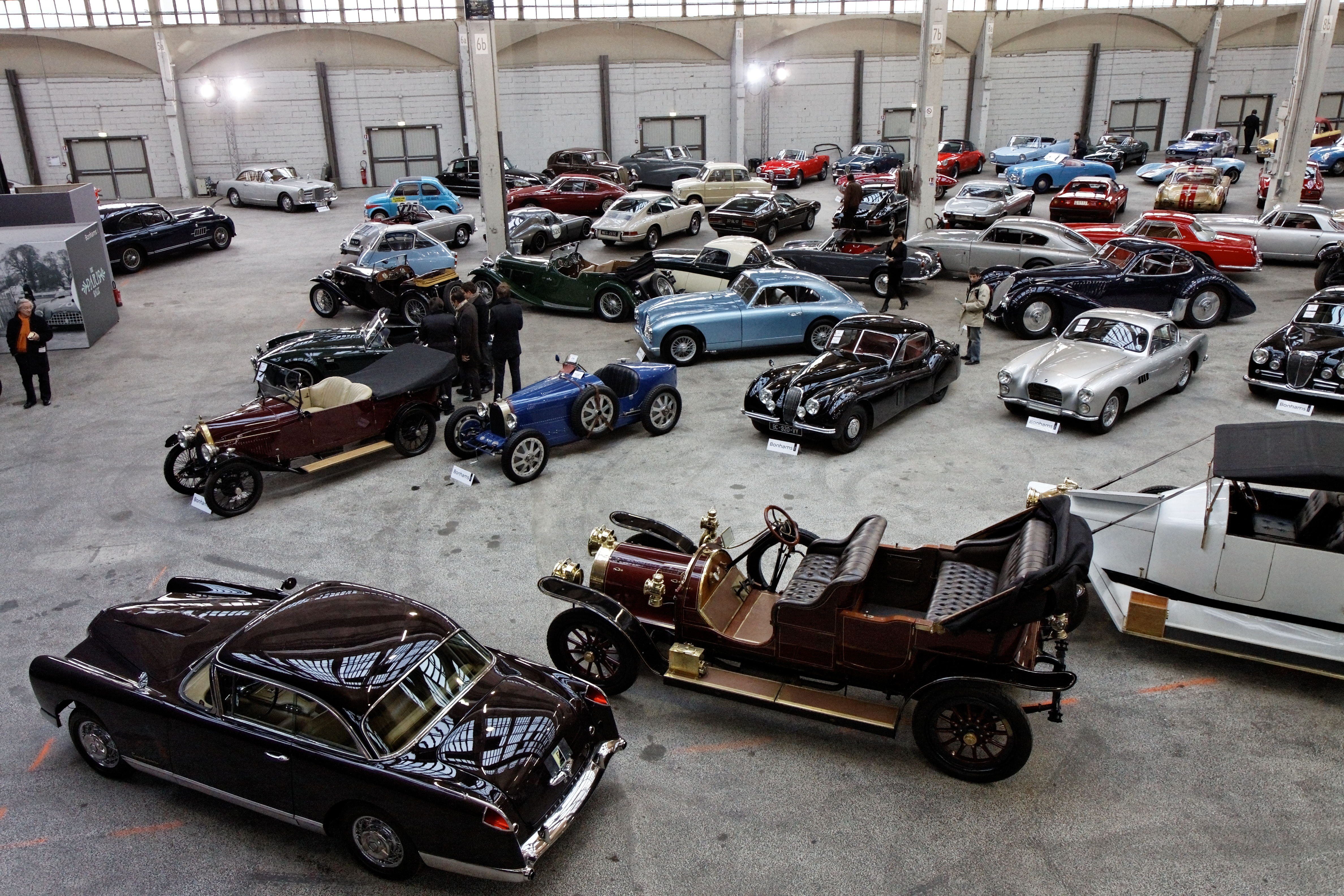
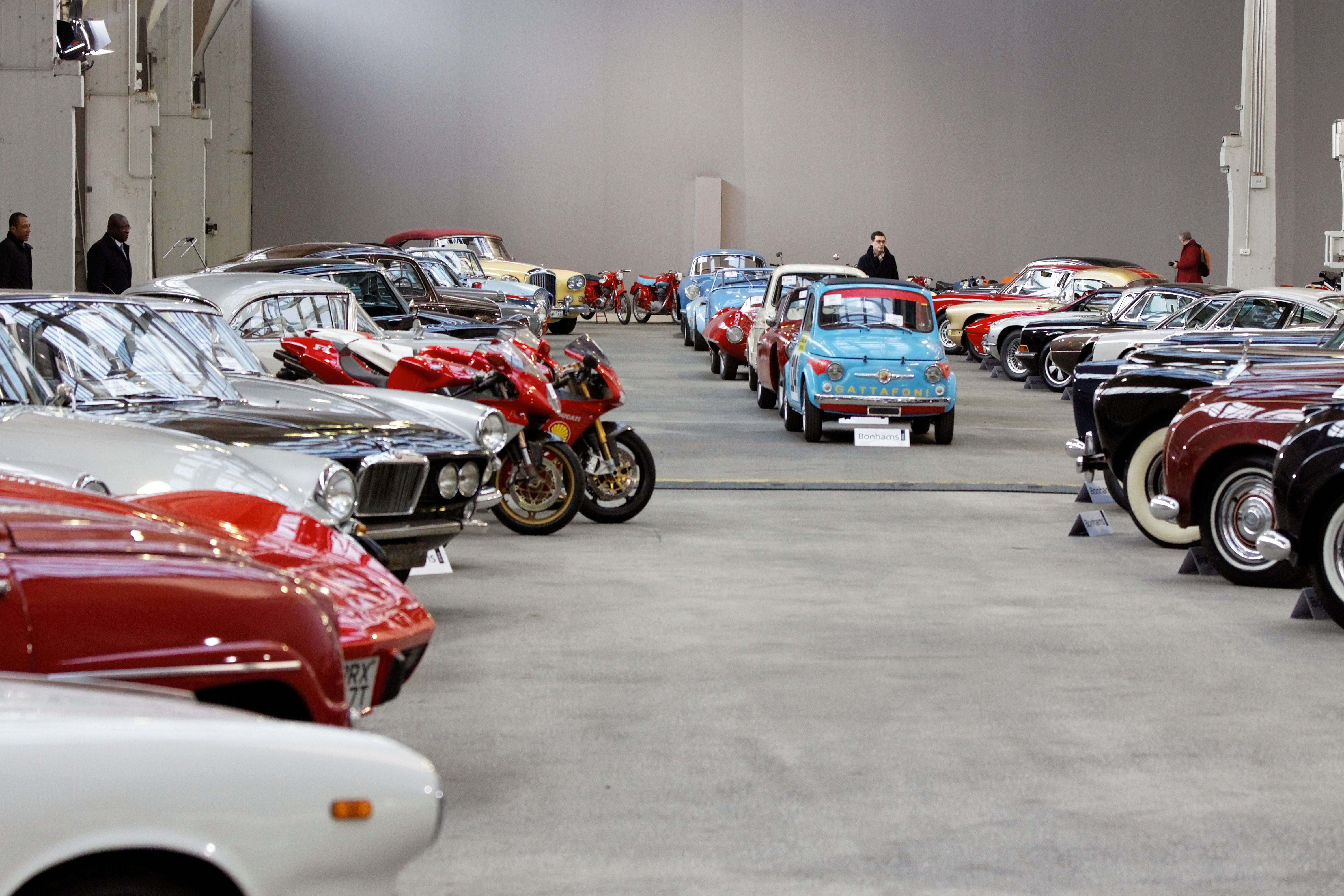